# أوسكار هيلييمارك
أوسكار هيلجيمارك (بالسويدية: Oscar Hiljemark) وهو لاعب كُرَة قدم سويدي في مركز الوسط ولد في يوم 28 يونيو 1992 في بلدة جيزلافيلد في السويد وهو يلعب حالياً مع نادي آيندهوفن ونادي إلفسبورغ ولعب مع منتخب السويد لكرة القدم ويبلغ طوله 184 سم.

## روابط خارجية
- أوسكار هيلييمارك على موقع الاتحاد الأوربي (الإنجليزية)
- أوسكار هيلييمارك على موقع اتحاد السويد (السويدية)
- أوسكار هيلييمارك على موقع قاعدة بيانات كرة القدم.إي يو (الإنجليزية)
- أوسكار هيلييمارك على موقع ناشيونال فوتبول تيمز (الإنجليزية)
- أوسكار هيلييمارك على موقع Soccerbase.com (لاعب) (الإنجليزية)
- أوسكار هيلييمارك على موقع Soccerway.com (الإنجليزية)
- أوسكار هيلييمارك على موقع عالم كرة القدم.نت (الإنجليزية)
- أوسكار هيلييمارك على موقع AS.com (الإسبانية)